# Homme de Tafoghalt

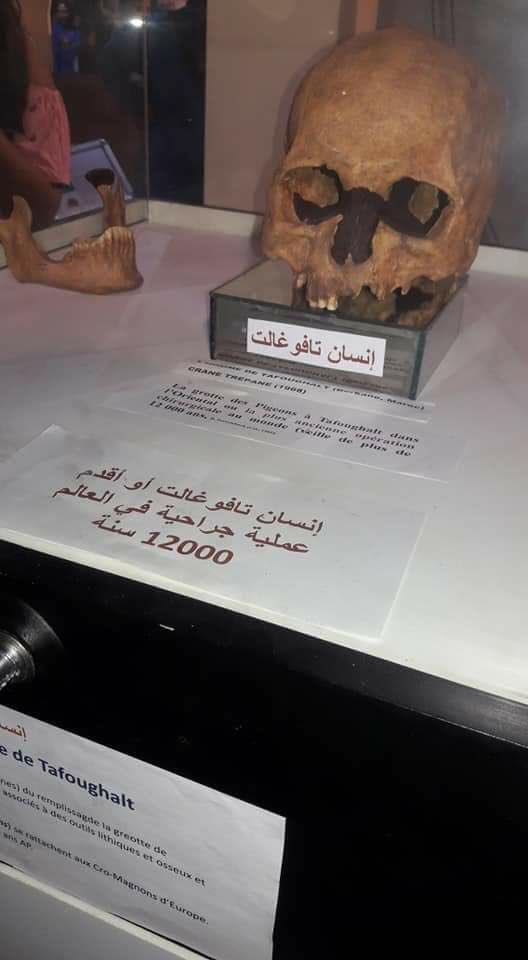
L'Homme de Tafoghalt

L'Homme de Tafoghalt (prononcé Taforalt) est le nom donné à un ensemble de vestiges fossiles d'Homme moderne trouvés dans la grotte des Pigeons, à Tafoughalt, près de Berkane, dans le Nord-Est du Maroc. Ils sont datés d'environ 15 000 ans avant le présent (AP). Les vestiges archéologiques trouvés dans la grotte se rattachent à l'Ibéromaurusien.

## Sépultures
La grotte des Pigeons a été utilisée au Paléolithique supérieur comme une nécropole. Les fouilles de l'abbé Jean Roche à partir de 1950 ont mis au jour plus de 180 squelettes fossiles d'hommes modernes, qui ont été étudiés peu après en détail par Denise Ferembach et son équipe.
Le crâne de l'un des squelettes exhumés présente les traces d'une trépanation chirurgicale, considérée comme la plus ancienne connue au monde. Les radiographies ont montré la présence d'un processus de cicatrisation, ce qui impliquerait que l'individu a survécu à cette opération. 
La méthode d'enterrement des adultes pourrait être interprétée comme étant prêts à quitter la grotte dès que la vie leur reviendrait, comme si les vivants devaient les guider vers la sortie. Alors que les enfants couchés sur le côté ne pouvaient pas profiter de cette opportunité. Ou peut-être avaient-ils besoin des adultes pour les sortir de la grotte dès que la vie leur reviendrait.

## Génétique
L'ADN de l'Homme de Tafoghalt a pu être extrait, séquencé et analysé, en commençant par l'ADN mitochondrial, et en exploitant par la suite l'ADN autosomal. Il s'agit du plus ancien ADN humain séquencé à ce jour en Afrique, remontant à environ 15 000 ans AP. Différentes études récentes ont produit des conclusions légèrement divergentes sur l'origine génétique des populations ibéromaurusiennes.

## Vestiges archéologiques
L'Ibéromaurusien commence dans la grotte des Pigeons il y a 21 900 ans. La grotte a livré des outils ornementaux, des pendentifs en pierre et des formations sculptées.